# PA-405
A  PA-405 é uma rodovia brasileira do estado do Pará. Essa estrada intercepta a BR-230/BR-153 em sua extremidade sul, já na Vila Diamante.
Está localizada na região de Carajás, atendendo ao município de São João do Araguaia. 